# Jan Kazimierz Zieliński
Jan Kazimierz Zieliński, ps. lit. i art.: Arwin, Jan Arwin, Jan Kazimierz Arwin (ur. 1862 w Botoszanach, zm. 7 września 1919 we Lwowie) – polski aktor teatralny i literat (dziennikarz, pisarz, dramatopisarz i tłumacz literatury francuskiej, a zwłaszcza sztuk teatralnych) oraz urzędnik bankowy, związany ze Lwowem.

## Zarys biograficzny[1]
Po ukończenie gimnazjum we Lwowie, 4 stycznia 1879 zadebiutował w krakowskim teatrze.

Był najpierw aktorem jako „Arwin“ i przez kilkanaście lat za dyrekcji Stanisława Koźmiana należał do wybitnych artystów sceny krakowskiej, jako lekki kochanek.
Potem, nie rozłączając się ze sceną, wydawał w Krakowie satyryczne pismo Bicz, które przez długi czas dzierżyło w Galicji berło dowcipu i wysługiwało się stańczykom.

Będąc dziennikarzem i krytykiem literacki, wydawał w Krakowie także Dziennik Powieści. Przekładał również sztuki teatralne dla teatru krakowskiego.
Opuścił scenę w 1886. Po powrocie do Lwowa wydawał pisma Kurier Świąteczny i Dobrobyt; był też współredaktorem Gazety Lwowskiej.

Zamknąwszy okres teatralny i dziennikarski, zawinął do portu bankowego i rozwinął działalność literacką. Długi szereg tłumaczeń z poprzednich czasów pomnożył napisaniem oryginalnej farsy „Kruczek mecenasa“, dramatu „Mira“ oraz dwóch powieści: „Wspomnienia starego kawalera“ i „Ofiary“. Są to utwory średniej wartości, jakkolwiek w „Mirze“ nie brak błysków głębszego talentu.
Podczas Powszechnej Wystawy Krajowej we Lwowie w 1894 był sekretarzem dyrekcji i złożył dowody organizacyjnego talentu.

## Ważniejsze prace
- Wisła, 1884, współautorstwo z Ludwikiem Kozłowskim
- Dobry numer: komedja w 3 aktach, oryginalnie napisana, 1892, współautorstwo z Adolfem Abrahamowiczem
- Szkice, 1895
- Ofiary: powieść, 1895
- Kruczek mecenasa, komedia
- Mira: sztuka w 3 aktach, komedia, 1896
- Wspomnienia starego kawalera, powieść, 1896

### Ważniejsze przekłady
- Dwaj Frontignacy (fr. Un neveu d’Amérique, ou Les deux Frontignac: comédie en trois actes, wyd. org. 1873, wyd. przekł. 1887), sztuka teatralna autorstwa Juliusza Verne’a[3]
- Świat nudów: komedya w 3 aktach autorstwa Édouarda Paillerona, przekł. wyd. pośm. w 1923
- Fedora, sztuka teatralna autorstwa Victoriena Sardou
- Odetta, sztuka teatralna autorstwa Victoriena Sardou